# Municipio de Austin (condado de Sanilac)
El municipio de Austin (en inglés: Austin Township) es un municipio ubicado en el condado de Sanilac en el estado estadounidense de Míchigan. En el año 2010 tenía una población de 665 habitantes y una densidad poblacional de 7,1 personas por km².

## Geografía
El municipio de Austin se encuentra ubicado en las coordenadas 43°38′32″N 82°56′51″O / 43.64222, -82.94750. Según la Oficina del Censo de los Estados Unidos, el municipio tiene una superficie total de 93.64 km², de la cual 93,64 km² corresponden a tierra firme y (0,01 %) 0,01 km² es agua.

## Demografía
Según el censo de 2010, había 665 personas residiendo en el municipio de Austin. La densidad de población era de 7,1 hab./km². De los 665 habitantes, el municipio de Austin estaba compuesto por el 99,85 % blancos, el 0,15 % eran amerindios. Del total de la población el 0 % eran hispanos o latinos de cualquier raza.